# プロクター・ノット
ジェイムズ・プロクター・ノット（英: J. Proctor Knott、1830年8月29日 - 1911年6月18日）は、19世紀アメリカ合衆国ケンタッキー州出身の弁護士、政治家である。ケンタッキー州選出のアメリカ合衆国下院議員を務めた後、第29代ケンタッキー州知事を1883年から1887年まで務めた。ケンタッキー州の生まれだが、1850年にミズーリ州に移転し、そこで政歴が始まった。1859年から1861年までミズーリ州検事総長を務めたが、南北戦争勃発の直前に、連邦政府への忠誠を誓うことを躊躇い辞任した。
ノットは忠誠の誓いを拒否したために弁護士資格を剥奪され、短期間投獄された。1863年にケンタッキー州に戻り、戦後アメリカ合衆国下院議員に選ばれた。1871年、鉄道の西方延長を支援する法案を揶揄する著名な演説を行った。この演説でミネソタ州ダルースという遠隔の町を皮肉った。ダルース演説はその後幾つかの出版物に転載され、ノットを全国的な有名人にした。1870年に再選を求めて出馬せず、州知事選挙に出馬したが落選した。1875年、アメリカ合衆国下院に復帰し、アメリカ合衆国下院司法委員会の委員長を務めた。
1883年、ノットは議会を去り、再度知事選挙に挑戦して当選した。知事として教育を大きく改革したが、税制改革を追求して窮地に立たされた。知事の任期が明けた後、1891年にケンタッキー州憲法改定会議の代議員になった。1892年、ダンビルのセンター・カレッジ教授となり、1894年にはカレッジの法学校を設立することに貢献した。1902年に病気のために引退するまでこの法学校の学部長を務めた。1911年6月18日、ノットはケンタッキー州レバノンの自宅で死んだ。

## 初期の経歴
ジェイムズ・プロクター・ノットは1830年8月29日に、ケンタッキー州マリオン郡レイウィックで生まれた。父はジョセフ・パーシー・ノット、母はマリア・アービン（旧姓マッケルロイ）だった。幼い時から父の教育を受け、後にはマリオン郡とシェルビー郡の公立学校で学んだ。1846年、法律の勉強を始めた。1850年5月、ミズーリ州メンフィスに移転し、そこで法廷弁護士として認められ、1851年に法律実務を始めた。巡回裁判所の役職や郡事務官も務めた。
ノットは1852年11月17日にメアリー・E・フォアマンと結婚した。メアリーは1853年8月に最初の子を出産している時に死んだ。1856年1月14日、ノットは従妹のサラ・R・マッケルロイと再婚した。

## 政歴
ノットの政歴は1857年にミズーリ州スコットランド郡から州下院議員に当選したときに始まった。司法委員会の議長となり、アルバート・ジャクソン判事に対する弾劾審問を実施した。1858年8月、ミズーリ州知事ロバート・M・ステュワートからミズーリ州検事総長のエフレイム・B・ユーイングの残っていた任期を埋めるために同職に指名され、これを受け入れて議員を辞職した。1860年、検事総長の新しい任期に選挙で選ばれた。
1861年1月、ミズーリ州は他の奴隷制度擁護州と同調し、アメリカ合衆国から脱退するかを問う会議を招集した。ノットは南部側に同調的だったが、脱退派の提唱する手段には反対した。連邦主義者が8万票という大差で議会を支配した。ノットは連邦政府が求めるアメリカ合衆国への忠誠を誓うよりも、検事総長の職を辞する道を選んだ。宣誓を拒んだことで、ミズーリ州内で法律実務を行う資格を失い、暫くは投獄された。

### アメリカ合衆国下院議員
1863年、ノットはケンタッキー州に戻り、レバノンで法律実務を再開した。1867年、民主党からアメリカ合衆国下院議員に選ばれた。下院議員としてのノットは、急進派共和党のレコンストラクション方策に反対し、アメリカ合衆国憲法修正第14条と同第15条の批准にも反対した。ノットは下院議員の2期目にも再選されたが、3期目の1870年には出馬しなかった。
下院議員としてノットの最も知られた行動は2期目の任期末近くに起きた。1871年1月27日、鉄道の西部延伸に対して57件の土地払下げを行い、財政的にも特権を認める法案を揶揄する皮肉たっぷりの演説を行った。この演説では、ベイフィールド・アンド・セントクロア鉄道の提案するセントクロア川からダルースまでの路線を指摘の対象にした。ダルースという町の遠隔さとそこまでの鉄道の必要性を嘲笑し、繰り返し地図を見てダルースがどこにあるかを尋ねた。この鉄道法案が却下された後、議会は休会になった。
ノットの演説は「ダルース!」あるいは「ダルースの語られない喜び」と呼ばれ、全国的な評判となり、その写しが再版されて販売された。ダルース住人はこの演説で気分を害されてはおらず、ノットに町を訪れてくれるよう提案した。ノットがそれに応じたのは1891年だった。1894年、ダルースに近い都市が「プロクターノット」という市名で法人化された。1904年、現在のプロクターに改名した。
1871年、ノットはケンタッキー州知事候補指名争いに出馬したが、民主党の指名候補はプレストン・レスリーになった。1875年にはアメリカ合衆国下院議員に再度選ばれ、連続4期を務めた。その初めの3期では下院司法委員会の議長になった。1876年、元陸軍長官ウィリアム・W・ベルナップの弾劾手続きではマネジャーの1人に指名された。

### ケンタッキー州知事
1883年、民主党の州知事候補争いではノットもその1人になった。他の著名な候補者としては、アメリカ合衆国下院議員トマス・ローレンス・ジョーンズ、元南軍の将軍サイモン・B・バックナー、判事のジョン・S・オウスリー、ルイビル市長のチャールズ・ドナルド・ジェイコブが挙がっていた。投票は1883年5月16日に始まり、最初はジョーンズがリードしたが、過半数は取れなかった。4回投票が進んだ後でジェイコブが撤退し、ノットが首位に立った。翌日、オウスリーが指名を辞退し、ノットがリードを広げた。バックナーは指名争いに残っていたが、事実上ジョーンズとノットの争いになった。その後オーエン郡の代議員がノット支持に変わり、他の郡代表もそれに従った。ジョーンズが撤退し、ノットが全会一致で指名された。
知事選挙当日は共和党候補のトマス・Z・モローを45,000票近い大差で破った。知事を務める間に州議会には州の税制を全的改革するよう求めたが、議会の反応は課税評価を公正にする任務がある平等化委員会を創設したに留まった。議会は鉄道委員会にノットが要請した全権限を与えることも拒否した。
ノットが最も指導力を発揮して成功したのは教育の分野だった。その指導下に州はフランクフォートでアフリカ系アメリカ人のための教員養成学校を設立し、州内の教師の組織を創設した。新法では教育者、監督者、教育委員会の任務と責任を詳細に決め、その多くは州の歴史で初めてのことだった。
ノットの配慮が足りなかった事項で大きなものは犯罪の抑止の分野だった。ローワン郡で数年間続いたものなど、州内で抗争が激しくなり続けていたにも拘わらず、ノットはその無法状態を問題として認めるのを拒んだ。刑務所が過密状態になり、恩赦の権限を自由に使うことになった。議会はエディビルに新しい州立刑務所の建設を認めたが、それを推進したのは前任知事のルーク・ブラックバーンであり、その計画に必要なお膳立てはほとんど済ませていた。

## 晩年と死
ノットは知事の任期が明けた後に、フランクフォートで法律実務を続けた。グロバー・クリーブランド大統領から提案された2件の役職指名を辞退した。最初の件はハワイ準州（Territory of Hawaii）知事に、次の件は州際通商委員会の委員に対する指名だった。ノットは1887年、1888年、および1891年にケンタッキー州検事総長特務補佐官を務め、1891年にはケンタッキー州憲法改定会議の代議員に選ばれた。
1892年、ノットはダンビルにあるセンター・カレッジの社会学と経済学の教授になった。1894年、カレッジの学長ウィリアム・C・ヤングと共にカレッジの法学部を編成した。ノットはその初代学部長になった。1902年、ノットは病気のために学部長を辞することになった。1911年6月18日、ノットはケンタッキー州レバノンの自宅で死んだ。レバノンのライダー墓地に埋葬された。1884年に設立されたケンタッキー州ノット郡は、ノットの栄誉を称えて名付けられた。

## 関連図書
- Tapp, Hambleton (April 1972). “James Proctor Knott and the Duluth Speech”. The Register of the Kentucky Historical Society 70:  pp. 77–93.